# Body Shots
Body Shots è un film americano del 1999, scritto da David McKenna e diretto da Michael Cristofer. Fra gli attori figurano Sean Patrick Flanery, Jerry O'Connell, Amanda Peet, Tara Reid e Ron Livingston. Racconta la storia di otto Single e della loro pessima notte di bisboccia.